# Joseph Anton von Waldburg-Wolfegg-Waldsee

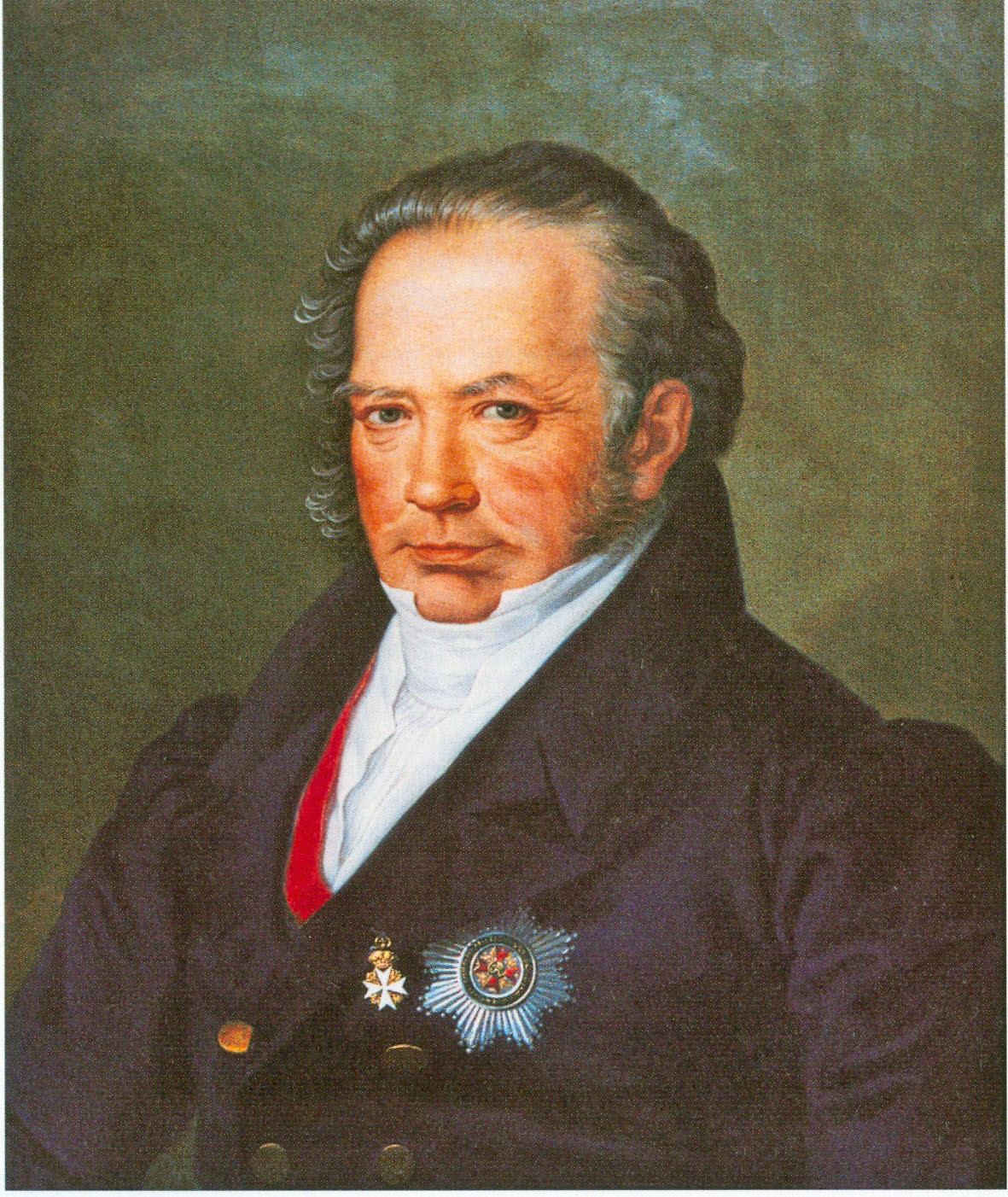
Fürst Joseph Anton von Waldburg-Wolfegg-Waldsee (1766–1833), Ölgemälde im Schloss Wolfegg

Fürst Joseph Anton von Waldburg zu Wolfegg und Waldsee  (* 20. oder 21. Februar 1766 in Waldsee; † 3. April 1833 ebenda) war ein Territorialherr des ausgehenden Heiligen Römischen Reichs. Er entstammte der Linie Waldburg-Wolfegg-Waldsee des katholischen Adelsgeschlechts der Truchsesse von Waldburg in Oberschwaben.

## Leben und Wirken
Joseph Anton war der Sohn des Reichsgrafen Gebhard von Waldburg-Wolfegg-Waldsee (1727–1791) und der Gräfin Maria Clara (1733–1796), geborene Gräfin von Königsegg-Aulendorf. 1803 wurde Joseph Anton im Rahmen der Erhebung des Gesamthauses Waldburg in den Reichsfürstenstand zum ersten Fürsten von Waldburg zu Wolfegg und Waldsee. Das Gesamthaus Waldburg hatte für das Verfahren der Standeserhöhung 90.000 Gulden bezahlt. Von der Investition erhoffte sich das Haus, einer drohenden Mediatisierung entgehen zu können. Trotzdem erfolgte 1806 die Mediatisierung und Joseph Anton wurde zum Standesherrn im Königreich Württemberg, obwohl er es vorgezogen hätte, wie er seinem Kanzler von Sonnethal im März 1806 geschrieben hatte, von Bayern mediatisiert zu werden. 
Insgesamt zeigte Joseph Anton etwas mehr Neigung, ein bürgerlicher Privatmann und Gutsbesitzer zu werden als sein Vetter Max Wunibald von Waldburg-Zeil, der sich nur widerwillig und in christlicher Ergebung in das unvermeidbare Schicksal fügte. Den Abschied von der Reichsunmittelbarkeit trug Joseph Anton mit Fassung und der Bereitschaft, ein guter Bürger im neu entstandenen Königreich zu werden. Gemäß Artikel 24 der Rheinbundakte kamen sämtliche seiner Territorien dem Staat des evangelischen Königs Friedrich zugute. Die formelle Übergabe erfolgte am 11. September 1806 im Schloss in Wolfegg gegenüber dem Generaladjutanten Napoleons und dem württembergischen Kommissar Eugen von Maucler. Bei der auf den 6. Januar 1807 angesetzten Huldigung des Königs in Stuttgart ließ sich Fürst Joseph Anton jedoch krankheitsbedingt entschuldigen. 
Als äußerst belastend erwies sich die Entziehung sämtlicher bisheriger Einkünfte durch den württembergischen Staat. Entgegen den Bestimmungen des Rheinbunds entfielen für die württembergischen Standesherren per Verordnungen vom 10. Mai 1809 die Steuerfreiheit sowie die Patrimonialgerichtsbarkeit und Verfügungsgewalt über die Ortspolizei. Die zunehmend desolate Finanzlage des Fürsten zwang zu äußerster Sparsamkeit, da insbesondere das Personal weiterhin besoldet werden musste. Hinzu kam am 11. November 1809 per Verordnung der Zwang zur Residenzpflicht für mehrere Monate pro Jahr in Stuttgart. Wie seine Standesgenossen fühlte sich Joseph Anton politisch entmachtet, wirtschaftlich ruiniert und menschlich erniedrigt. Der Kampf um die Rückkehr zur alten Territorialgewalt auf dem Wiener Kongress war zwar zum Scheitern verurteilt, aber mit dem Artikel 14 der Deutschen Bundesakte vom 8. Juni 1815 sah Joseph Anton wichtige Vorrechte als Standesherr gesichert. 
Dazu zählten Aufenthaltsfreiheit, Familienautonomie, bevorzugter Gerichtsstand, eigene Ortspolizei, Patrimonial- und Forstgerichtsbarkeit, Patronatsrechte sowie die Freistellung von der Wehrpflicht. Von 1815 bis 1819 war Fürst Joseph Anton Virilstimmberechtigter bei den Ständeversammlungen in Stuttgart zur Ausarbeitung der vorgesehenen württembergischen Verfassung. Er erschien jedoch nie persönlich bei den Sitzungen, sondern ließ sich vertreten. Von 1819 bis zu seinem Tod besaß er ein Mandat in der Ersten Kammer der Württembergischen Landstände, kam aber ebenfalls niemals persönlich in den Landtag. Bestimmend blieb für ihn der Rückzug ins Privatleben nach den traumatischen Erfahrungen der Mediatisierung im Zeitalter Napoleons unter König Friedrich von Württemberg.

## Ehe und Nachkommen

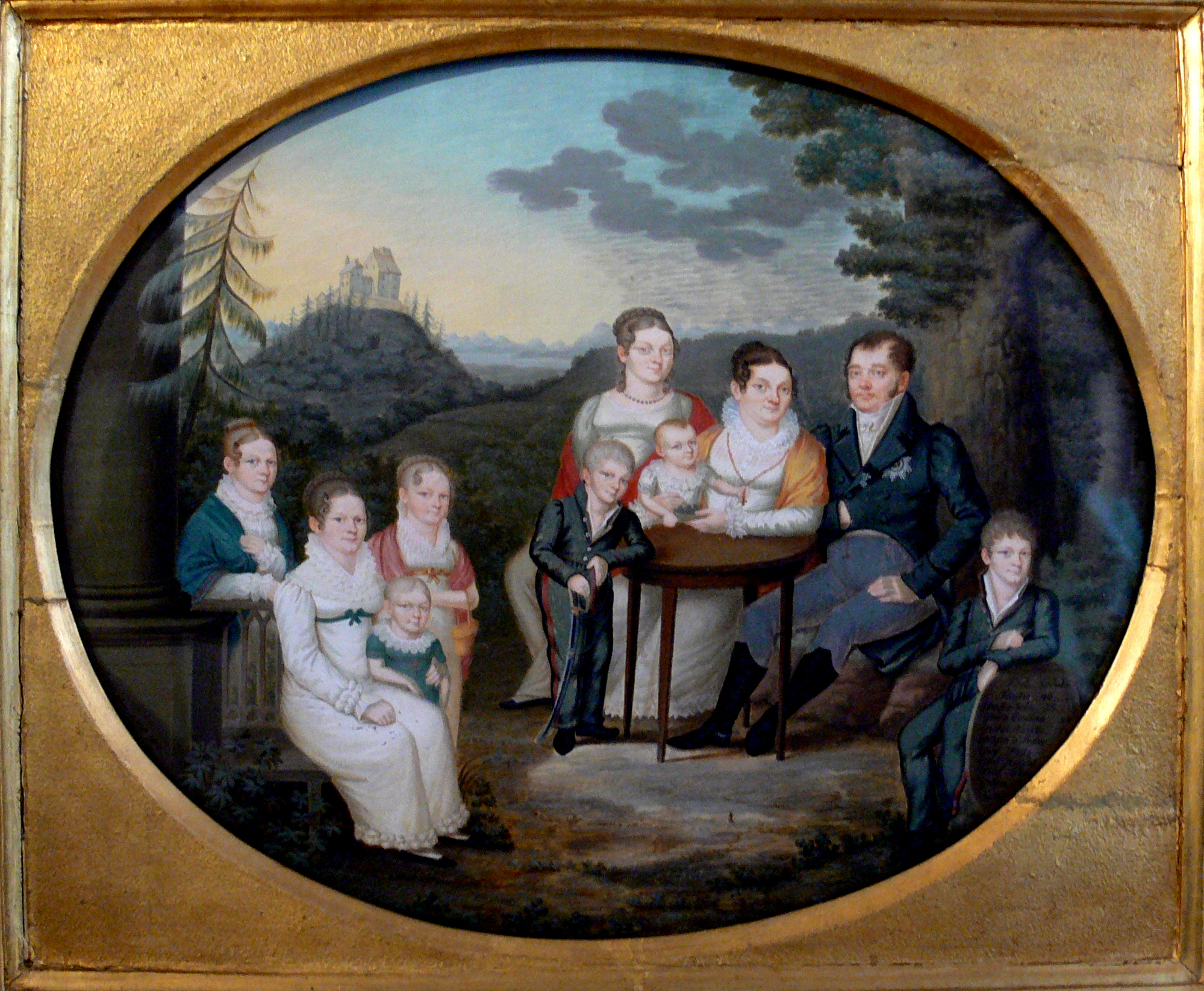
Fürst Joseph Anton mit seiner Frau Maria Josepha geb. Fugger-Babenhausen und einigen Kindern vor dem Hintergrund der Waldburg; Gouache auf Papier, Kunstsammlungen Waldburg-Wolfegg

1791 heirateten Joseph Anton und Maria Josepha Gräfin Fugger von Babenhausen (* 1770; † 1848). Aus der Ehe gingen 19 Kinder hervor, darunter der Sohn und Nachfolger Friedrich von Waldburg-Wolfegg-Waldsee.